# Sonico
.
Sonico é uma comuna italiana da região da Lombardia, província de Bréscia, com cerca de 1.208 habitantes. Estende-se por uma área de 60 km², tendo uma densidade populacional de 20 hab/km². Faz fronteira com Berzo Demo, Cevo, Edolo, Malonno, Saviore dell'Adamello.}}

## Demografia
| Variação demográfica do município entre 1861 e 2011                               |
|                                                                                   |
| Fonte: Istituto Nazionale di Statistica (ISTAT) - Elaboração gráfica da Wikipedia |